# Josef Janeba
Josef Janeba, křtěný František Josef  (24. listopadu 1881 Horní Jelení – 15. října 1954, tamtéž) byl český mistr houslař.

## Život
Josef Janeba se narodil v Horním Jelení v rodině domkáře Václava Janeby a jeho ženy Josefy rodem Macháňové z Malé Čermné.
V sekci fotografií jsou snímky pomníku na místním hřbitově a domů, ve kterých Janebovi bydleli. Miroslav je jméno osady, která byla do roku 1920 samostatná, dnes zůstal název Miroslavská ulice. Rozmístění místností v domech Janebových. V pravém domě byl obchod, v levém domě byl pokoj, ve kterém dcera Marie učila děti hru na klavír - křídlo, za ním kuchyň, chodba a dílna. Oba domky dosud stojí, ale nebydlí v nich nikdo z rodu Janebových. Dcera Marie společně s Františkem Janebou (bydlel na ulici pod kostelem, na Jelení se narodil, byl přednostou státních drah v Praze a na penzi se na Jelení vrátil a učil hru na housle. S houslařem není příbuzný, je z druhého Janebovic rodu), který hrál na housle a pány Karlem Vomelou - housle a Josefem Hornofem - violoncello, tvořily tzv. salonní kvarteto. Údaje o počtu nástrojů, které mistr houslař Janeba zhotovil, nejsou známy. Zajímavostí je, že na jím zhotovené housle hrál čtyřletý Jiří Novák, pozdější primárius Smetanova kvarteta, prezidentu T. G. Masarykovi při jeho návštěvě ve Vysokém Mýtě v roce 1928. Traduje se, že pan prezident, když se dověděl o staviteli houslí, řekl: „to jste tedy na Jelení umělci dva“. Pan Janeba byl skromný člověk, plně oddaný hudbě, vedl místní pěvecký kroužek s pozdějším názvem Pěvecké sdružení Smetana a učil hře na housle. Nástroje stavěl dle modelu Guarneri. Jeho nástroje doporučili takové veličiny, jako Stanislav Ondříček či František Kocian.
Vzpomínka pravnučky Josefa Janeby paní Balážové:
„Poslední moje vzpomínka za dědečkova života jsou jeho dlouhé vousy, když se ke mne sklonil, šimralo to. Z vyprávění mého tatínka (to byl manžel vnučky) vím, že když byl na Jelení a přišel za dědečkem do dílny, rád by se byl díval na to, jak pracuje, ale dědeček vždy odložil práci, postavil na kafe (v dílně měl malá kamínka-bubínek), na kterých se dalo kafe uvařit a povídali si. Při práci ho tatínek neviděl. Ještě jedna vzpomínka od prababičky, praděda vyráběl vždy souběžně víc nástrojů. Když to byli třeba housle a byli hotové, babička seděla v kuchyni, měla otevřené dveře a dědeček ve své dílně (také při otevřených dveřích) hrál na jednotlivé nástroje a babička, aniž by viděla, podle sluchu posuzovala, který nástroj má nejlepší zvuk.“

## Rodina
Rodiče Josef * 1857 a Barbora * 1859 roz. Sequardová. Sourozenci Františka * 1883, Pavlina * 1884, Václav * 1886, Stanislava * 1889, Marie * 1892 a František * 1898. Manželka Emilie roz. Šafaříková (11. 9. 1877 až 2. 1. 1968).
Děti Libuše *1906, provdaná Cejpová, Marie *1908 a Jarmila *1911 zůstaly svobodné.